# Шулявська (станція метро)
50°27′18″ пн. ш. 30°26′43″ сх. д. / 50.45500° пн. ш. 30.44528° сх. д.
«Шуля́вська» — 7-ма станція Київського метрополітену. Розташована на Святошинсько-Броварській лінії між станціями «Берестейська» і «Політехнічний інститут». Відкрита 5 листопада 1963 року у складі другої черги будівництва під назвою «Заво́д „Більшови́к“». Нинішня назва — з 2 лютого 1993 року.

## Конструкція
Конструкція станції — пілонна трисклепінна з острівною платформою.
Колійний розвиток: пошерстний з'їзд з боку станції Берестейська

## Опис
Станція пілонного типу. Має три підземних зали — середній і два зали з посадковими платформами. Зали станції з'єднані між собою рядами проходів-порталів, які чергуються з пілонами. Середній зал з'єднаний з наземним вестибюлем двома ескалаторними тунелями, між котрими розміщений проміжний вестибюль. Для підйому та спуску пасажирів в кожному ескалаторному тунелі встановлено тристрічкові ескалатори.
Незважаючи на боротьбу з «надмірністю», цій станції вдалося виділитися: тут відсутні коштовні мармури, однак яскрава різнокольорова керамічна плитка на пілонах надзвичайно різноманітить монотонні стіни з сіро-блакитної плитки. Авторам вдалося відстояти і карниз з литва з написами "КОМУНІЗМ * МИР * ПРАЦЯ * СВОБОДА * РІВНІСТЬ * БРАТЕРСТВО * ЩАСТЯ" українською та російською мовами.
Наземний вестибюль двоповерховий: на першому поверсі — круглий ескалаторний і касовий зали, на другому — кільцеподібне кафе.
Станція розташована на Берестейському проспекті поблизу заводу «ПКМЗ» та видавництва «Преса України». Неподалік від станції розташовані Київська студія художніх фільмів ім. О. Довженка, Київський національний економічний університет, завод «Росинка».

## Пасажиропотік
| Рік                           | 2009 | 2011 | 2012 | 2013 | 2014 | 2015 | 2016 | 2017 | 2018 |
| ----------------------------- | ---- | ---- | ---- | ---- | ---- | ---- | ---- | ---- | ---- |
| Пасажиропотік, тис. осіб/добу | 29,4 | 28,2 | 27,2 | 28,7 | 25,7 | 24,8 | 24,8 | 26,5 | 26,2 |

## Галерея

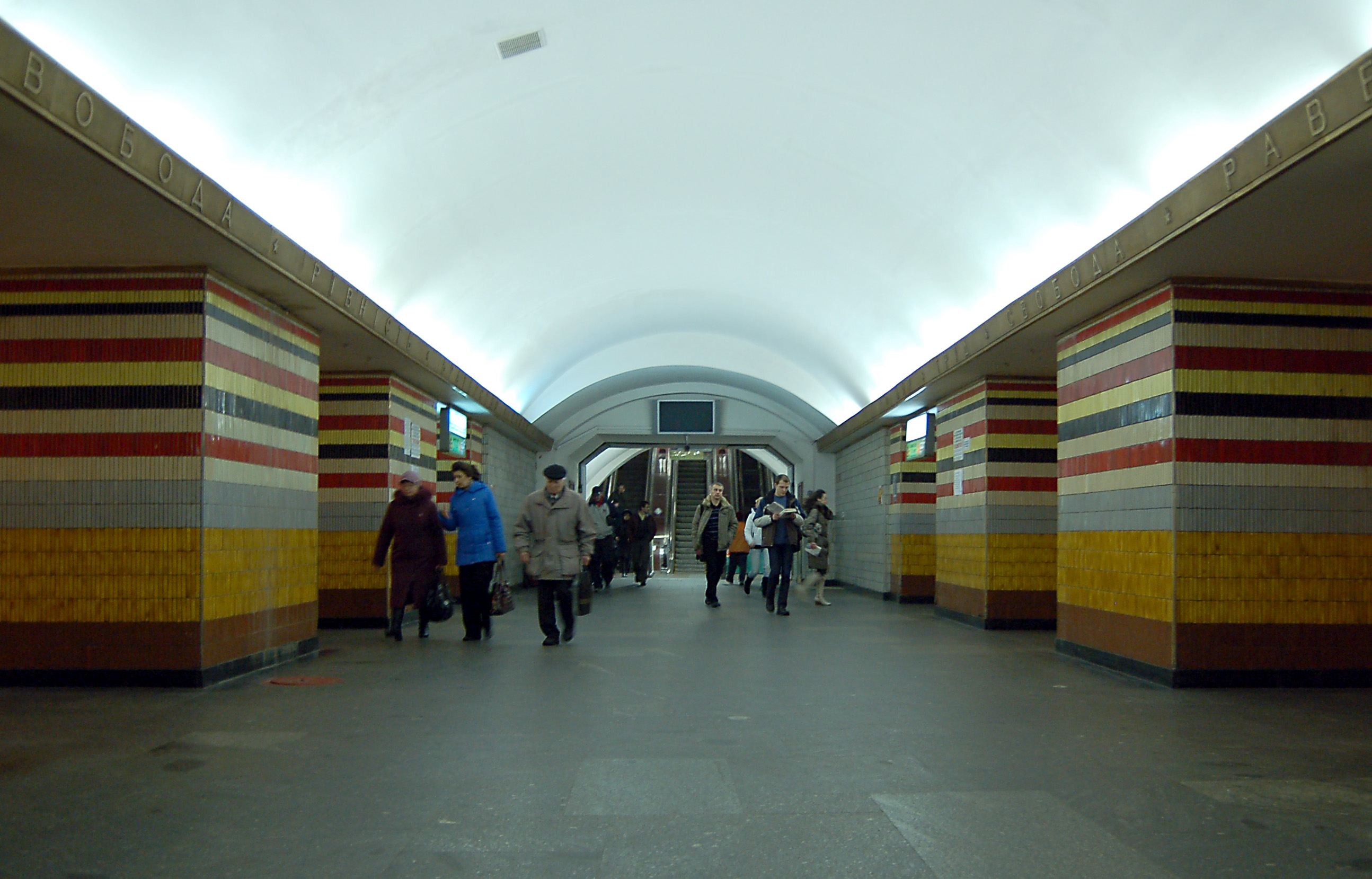
Центральний зал, вигляд в бік ескалаторів
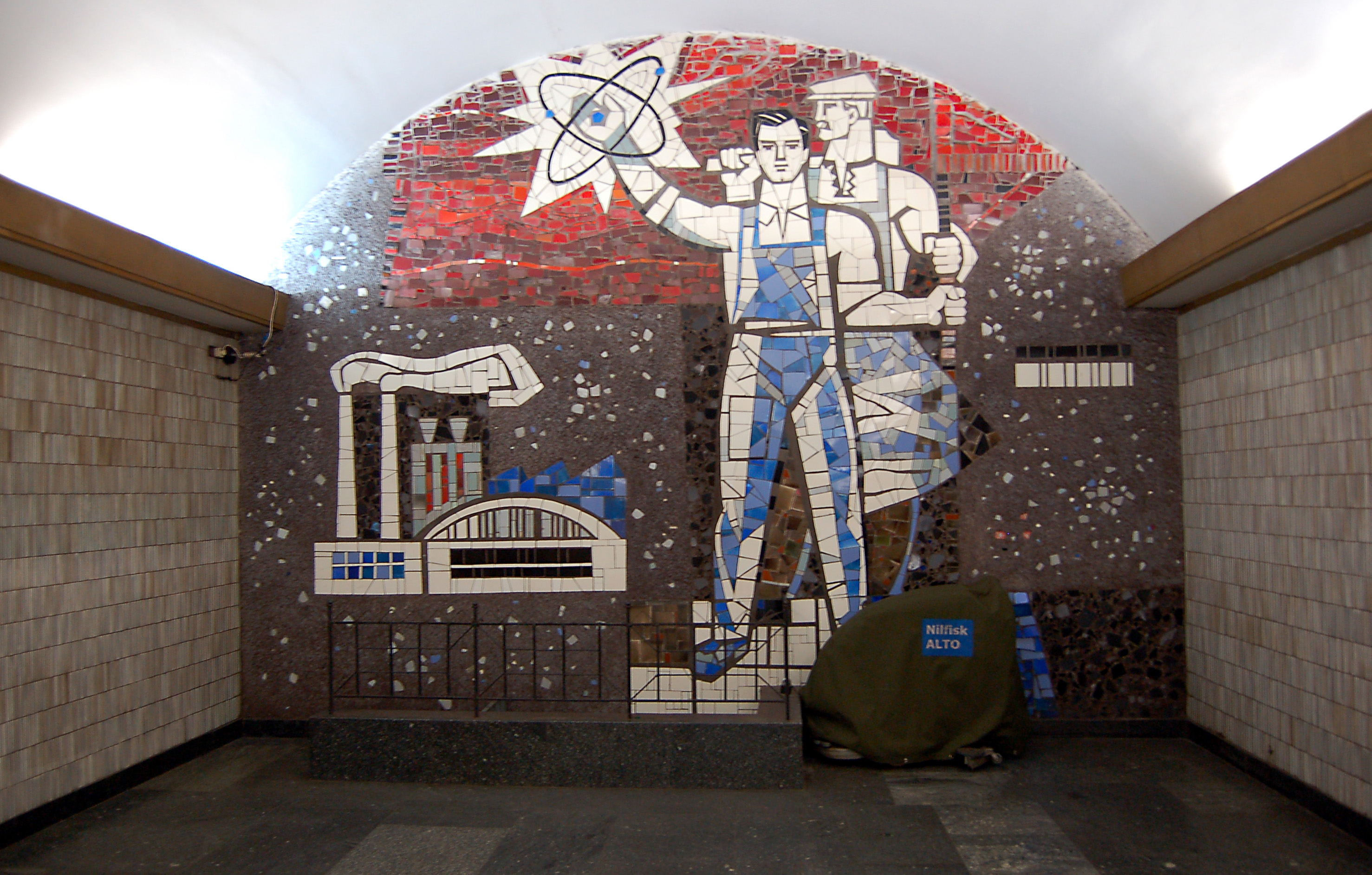
Композиція в торці центрального залу
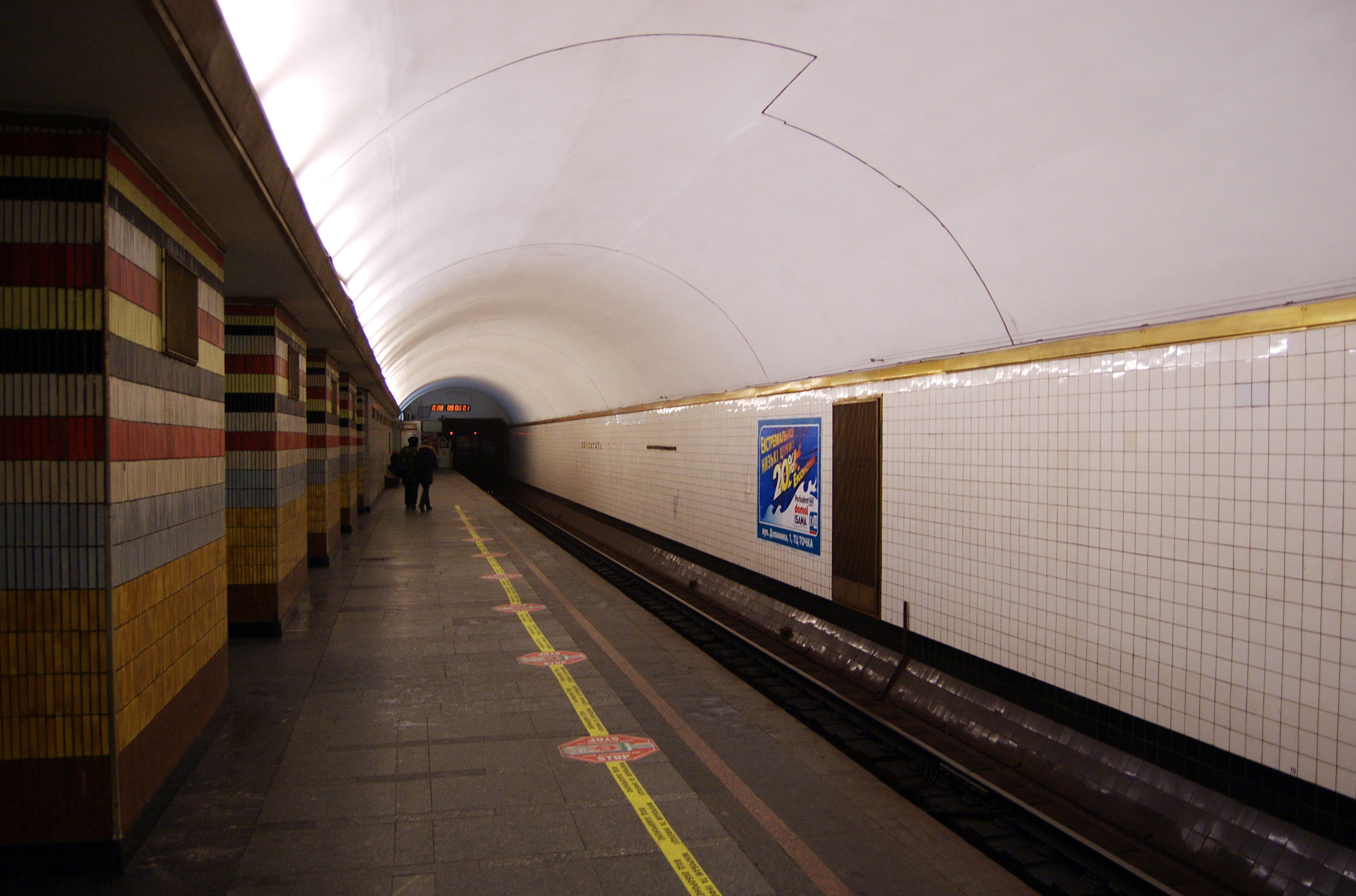
Посадкова платформа
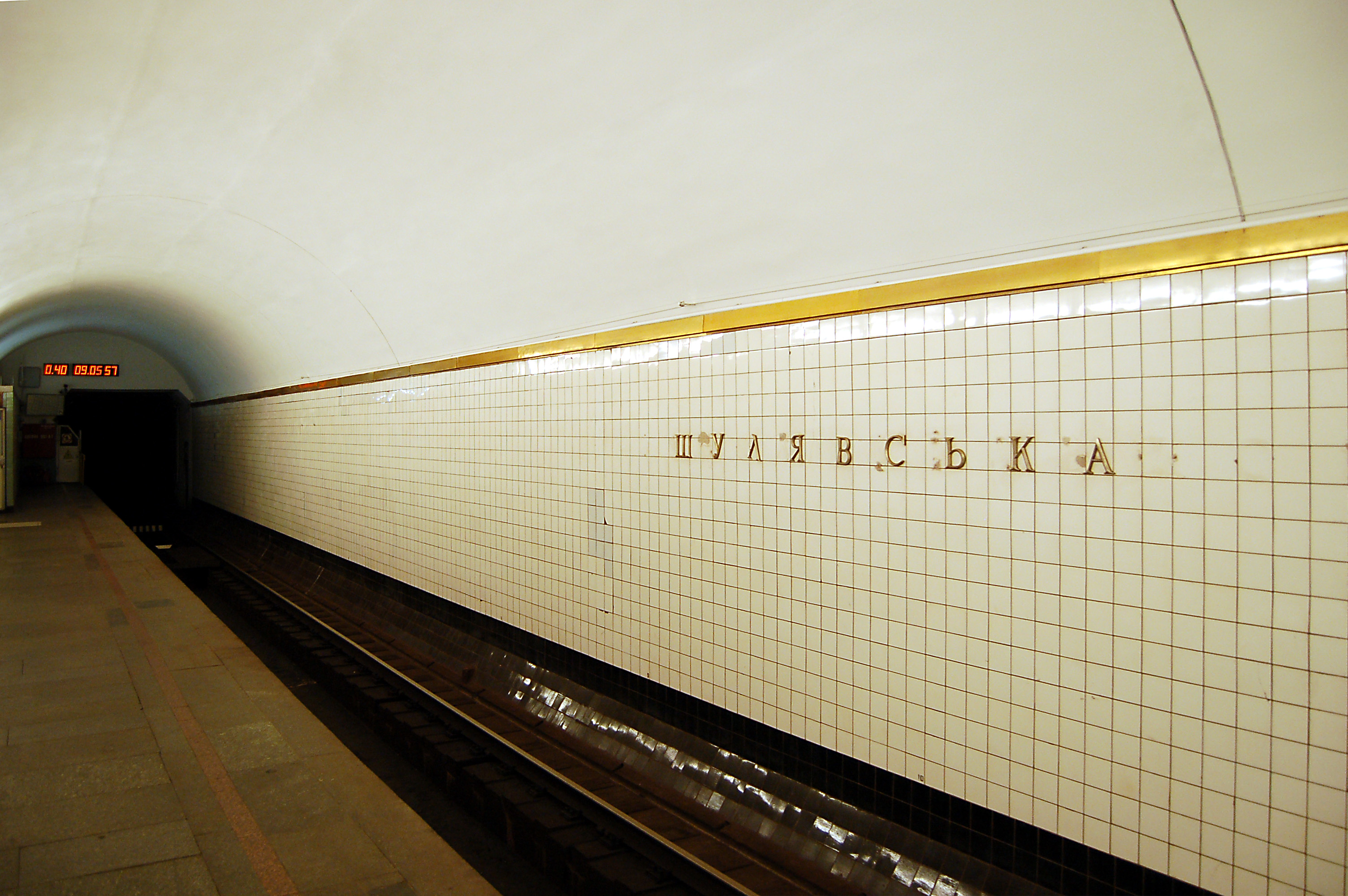
Назва станції на колійній стіні
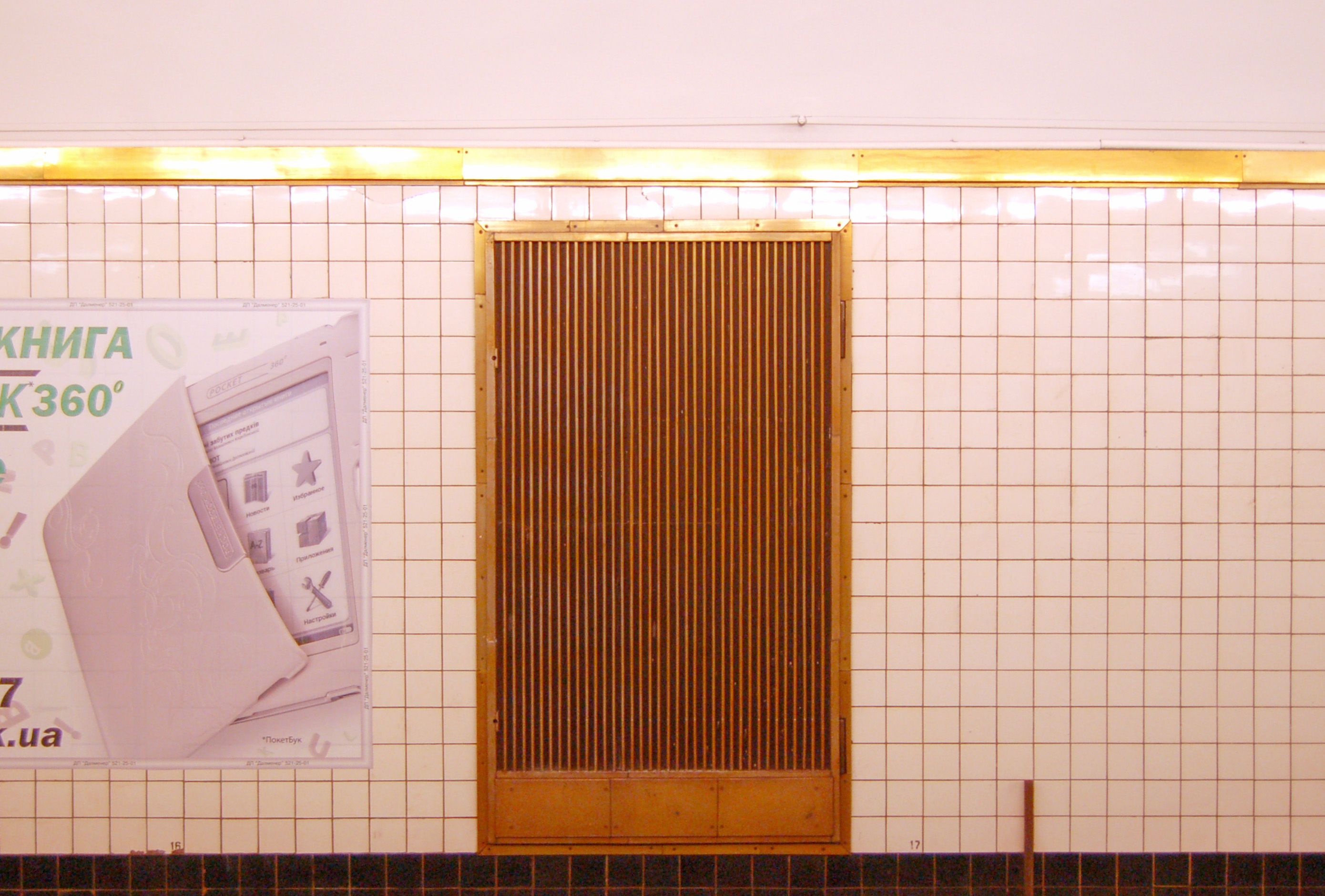
Дверцята на колійній стіні
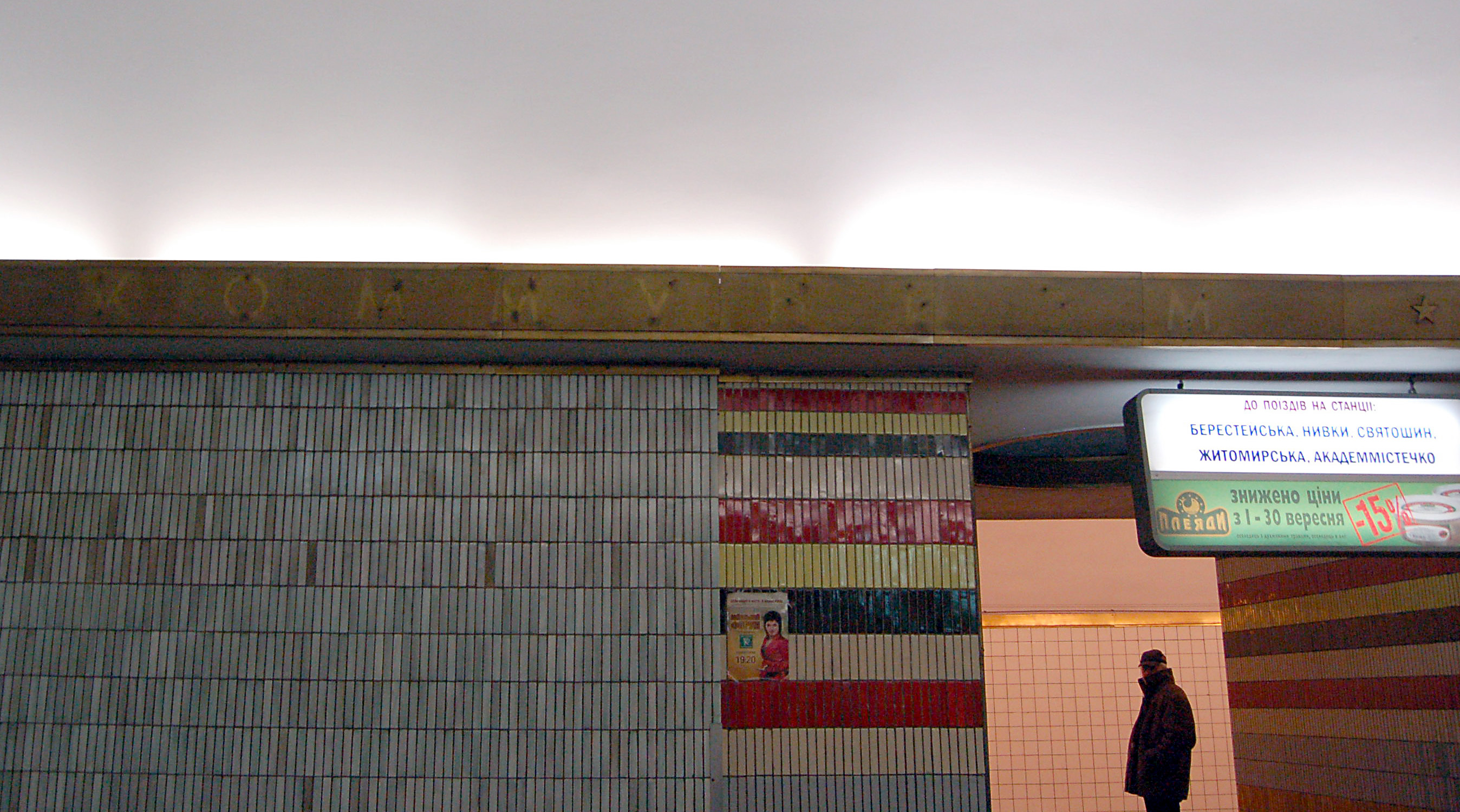
«Привид комунізму» на карнізі
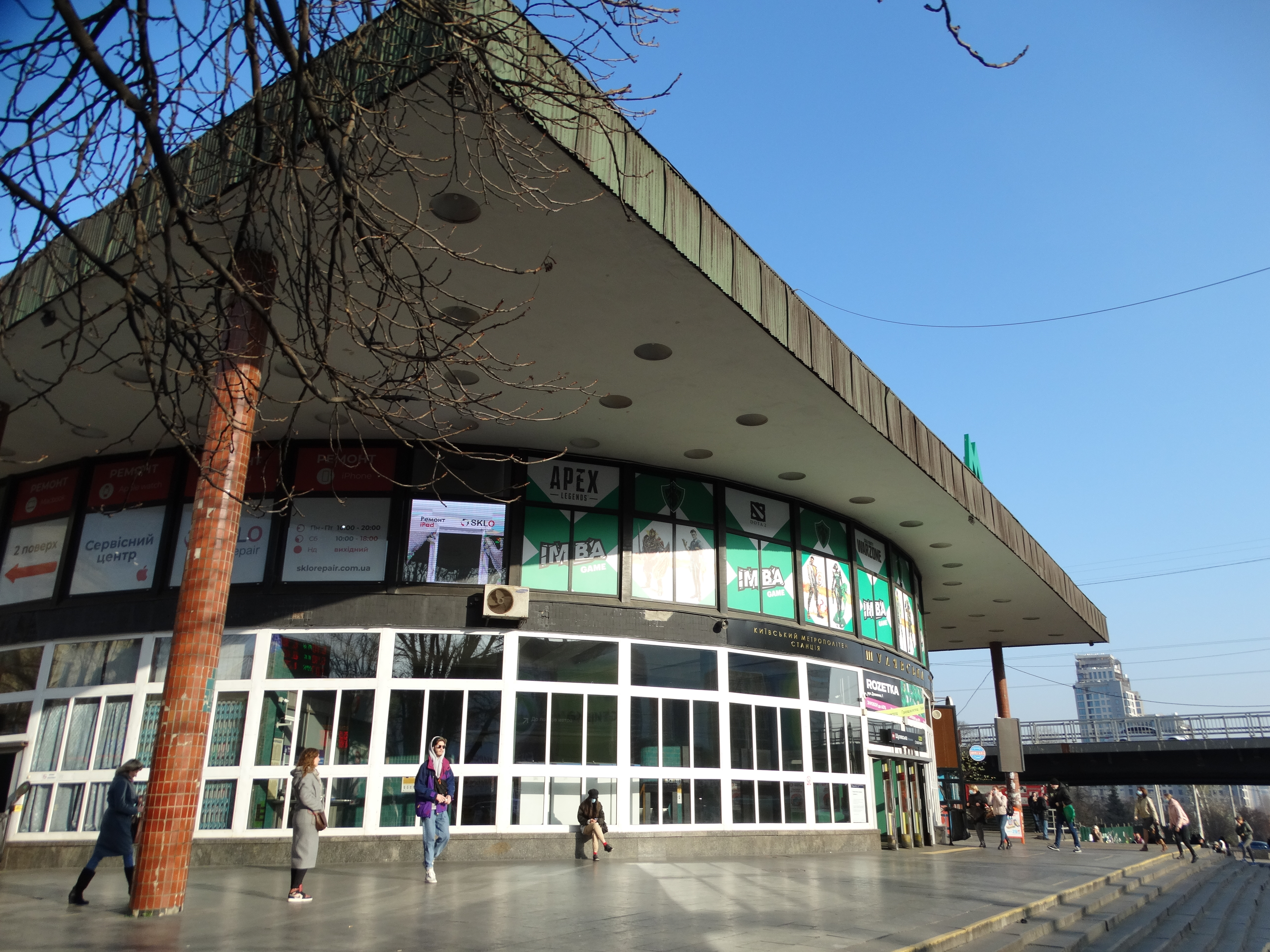
Вестибюль
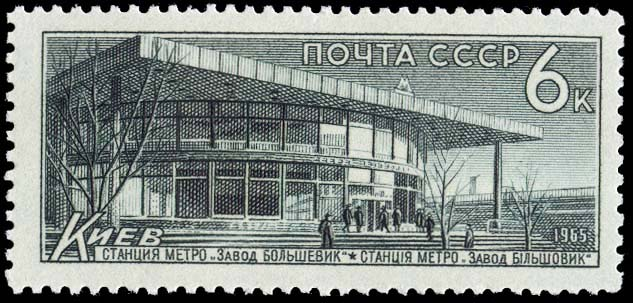
Поштова марка СРСР «Станція метро „Завод Більшовик“», 1965 рік

## Режим роботи
Відправлення першого поїзду в напрямі:
- ст. «Лісова» — 05:47
- ст. «Академмістечко» — 06:02

Відправлення останнього поїзду в напрямі:
- ст. «Лісова» — 00:17
- ст. «Академмістечко» — 00:31

Розклад відправлення поїздів в вечірній час (після 22:00) в напрямку:
- ст. «Лісова» — 22:44, 22:56, 23:08, 23:19, 23:31, 23:42, 23:54, 0:05, 0:17
- ст. «Академмістечко» — 22:38, 22:50, 23:02, 23:12, 23:23, 23:33, 23:43, 23:53, 0:05, 0:18, 0:31